# Mateus (Portugal)
Mateus is een freguesia in de Portugese gemeente Vila Real en telt 2545 inwoners (2001). Mateus ligt in de citadel van de stad Vila Real.